# Goodhue (Minnesota)
Pour les articles homonymes, voir Goodhue.
Goodhue est une ville américaine située dans le Comté de Goodhue, dans le Minnesota. Selon le recensement de 2010, sa population est de 1 176 habitants.

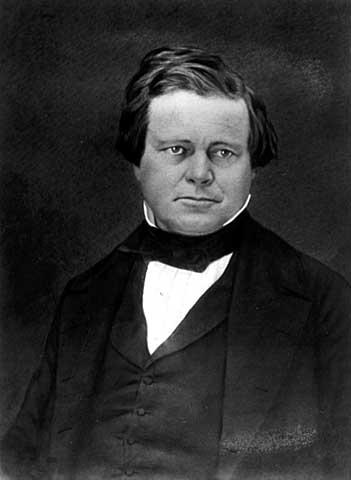
James M. Goodhue